# Twiducate
Twiducate és una xarxa social de microblogging gratuïta, basada en Twitter, creada especialment per a l'educació. Es va desenvolupar al Canadà a finals de l'any 2009. El seu objectiu és crear un mitjà perquè els mestres i els estudiants puguin continuar el seu aprenentatge fora de l'aula.
Twiducate permet als professors crear comunitats en línia dels seus alumnes, compartir idees i debatre amb ells i mantenir informats als pares sobre els projectes dels seus fills. Permet als professors, doncs, desenvolupar un entorn ben administrat per compartir el coneixement. Als alumnes els permet col·laborar amb altres estudiants, compartir i fer suggeriments per a fer tasques i mantenir el contacte amb els seus companys i companyes fora de l'aula.
Pel que fa al registre a la xarxa, Twiducate no imposa restriccions d'edat, ja que està pensada per a ser utilitzada per alumnes de qualsevol edat. El registre dels alumnes a la xarxa es realitza a través d'un codi que li proporciona el professor; l'alumne no necessita tenir adreça de correu electrònic ni aportar dades personals, només un nom d'usuari i una contrasenya. Pel que fa a la privacitat, els grups creats amb Twiducate només són accessibles pels seus membres. Tal com diuen a la pàgina web, només els professors i els estudiants poden veure els mitssatges de l'aula; així es crea una xarxa privada per als professors i els seus alumnes i un entorn segur d'aprenentatge en línia.
A l'hora d'editar les entrades, Twiducate té suficients elements d'edició per donar format al text que s'escrigui (lletres en negreta, subratllat, justificacions, mides de les fonts i colors) i el nombre de caràcters no està limitat a 140 com a Twitter, la qual cosa permet incloure textos llargs. Altres utilitats són: afegir imatges, enllaços web, marcadors, esdeveniments i disposa d'un cercador intern.